# Musique folk australienne

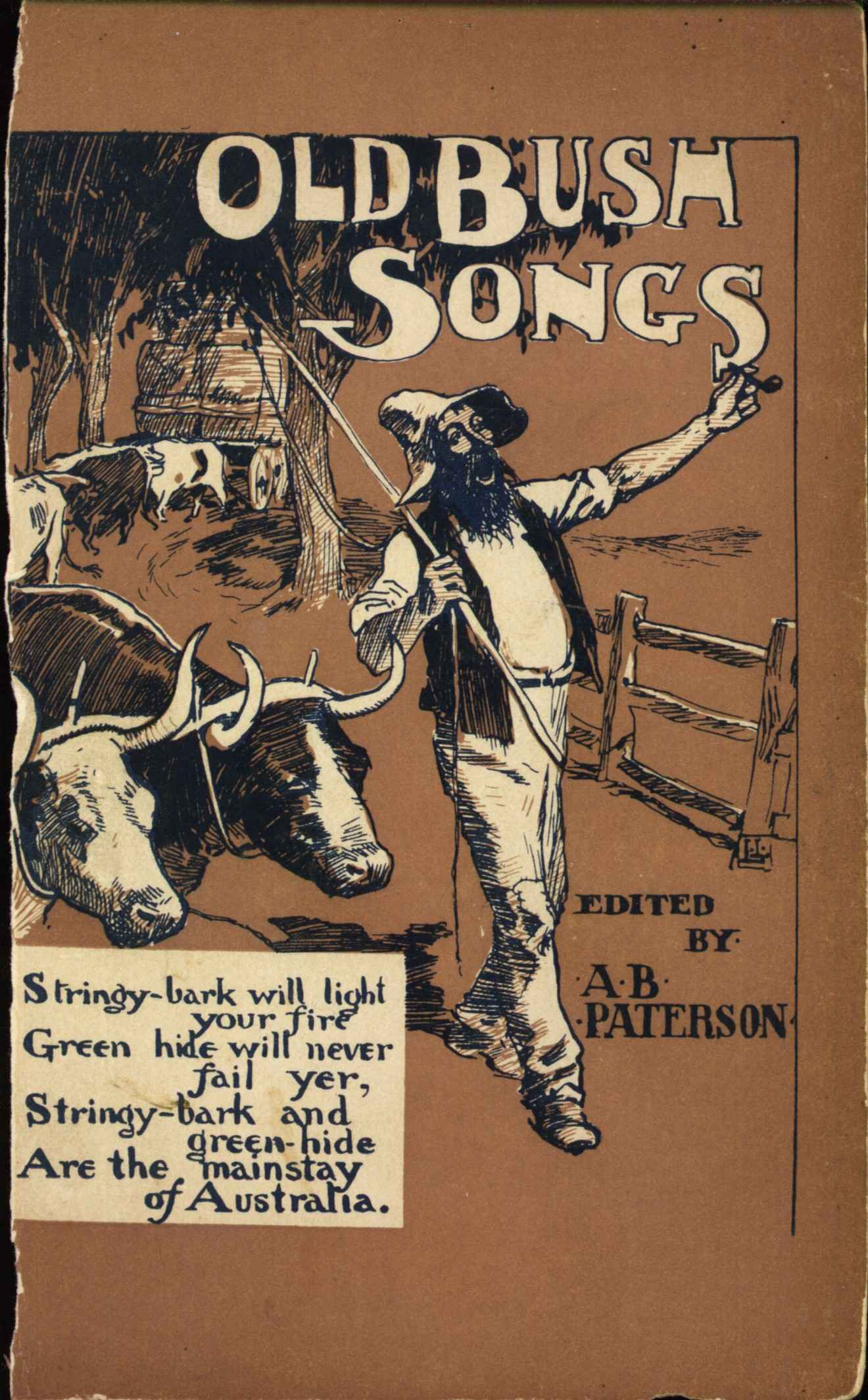
The Old Bush Song, Sydney, 1905.

La musique folk australienne est la musique traditionnelle issue d'une variété de cultures d'immigrants et d'habitants d'origine australienne.
Les origines des folklores, anglais, irlandais et écossais prédominent dans la première vague de musique européenne issue de l'immigration. La tradition australienne est, dans ce sens, en rapport avec les traditions d'autres pays ayant des origines ethniques, historiques et politiques similaires, tels que la Nouvelle-Zélande, le Canada et le Royaume-Uni.